# Atlyss
Atlyss (стилізована великими літерами, буквальна транслітерація — Атліс ) — це майбутня рольова відеогра, розроблена незалежним розробником Kiseff. Сам Kiseff видає гру під ім'ям KisSoft. Демо-версії гри були доступні через itch.io з 2021 року, а 22 листопада 2024 року вона вийшла в ранньому доступі в Steam . Повний реліз очікується на кінець 2025 року.
У грі представлені антропоморфні тварини, якими можна битися та досліджувати відкритий світ, подібному до тих, що можна знайти в масових багатокористувацьких онлайн-рольових іграх (MMORPG).  Гра розроблена з акцентом на фурі-фандом з його особливими дизайнами персонажів, але навмисно не містить «нічого відвертого».  Графічний дизайн гри нагадує ігри, випущені для PlayStation 2.

## Ігровий процес
Atlyss — це тривимірна екшн-гра, структурована подібно до старих MMORPG, де гравці виконують квести та борються з монстрами для підвищення рівня. На 10 рівні гравцеві надається можливість обрати клас — Боєць, Містик або Бандит, що надає спеціалізовані навички. Деякі квести можна перегравати кілька разів, що дозволяє ефективніше отримувати досвід шляхом збору предметів та боротьби з ворогами. 
Гравець може застосовувати різні ігрові емоції, які використовуються для соціальної взаємодії, але команда «насмішка» може бути використана для заспокоєння ворогів. Деякі емоції, такі як «сидіти» чи «танцювати», відрізняються залежно від обраної гравцем раси. 

## Передумова
Гравець, загублена душа, покликана до Святилища, отримує завдання від Анжели досліджувати навколишній світ та знайти всі символи, пов'язані з місцями сили.
Станом на грудень 2024 року історія зупиняється після перемоги над Колосом, великим ворожим босом, в кінці підземелля Півмісячного Гаю, останньої області. 

## Підсумок
Atlyss отримав «переважно позитивні» оцінки в Steam через тиждень після свого випуску, та мав понад 5000 гравців у грі протягом більше аніж тижня, з піком у 10 000 гравців на день.
1. 1 2 3 4  Steam — 2003.
2. ↑  wiki.gg